# Dream house
Dream house był krótkotrwałym stylem klubowej muzyki tanecznej, który występował pomiędzy 1995 a 1997 rokiem. Traktowany jako podgatunek muzyki house, cechowało go melodyjność brzmienia i „senne” wokale, stąd nazwa dream house (pol. senny house). Tempo utworów mieści się  w przedziale 120–130 beatów na  minutę. Cechą  charakterystyczną  jest barwa pianina  wybijająca się na pierwszy plan. Przedstawicielem tego gatunku jest album Dreamland Roberta Milesa oraz album Didżeja Dado pod tytułem The Album.